# Coelocarteria
Coelocarteria is een geslacht van sponsdieren uit de klasse van de Demospongiae (gewone sponzen).

## Soorten
- Coelocarteria agglomerans Azzini, Calcinai & Pansini, 2007
- Coelocarteria singaporensis (Carter, 1883)
- Coelocarteria spatulosa Bergquist & Fromont, 1988